# Antonia (Modigliani)
Antonia es un óleo sobre tela de 82 × 46 cm realizado por Amedeo Modigliani hacia el año 1915 y conservado en el Museo de la Orangerie de París.

## Contexto histórico y artístico
Es una obra fechada el año 1915 porque tiene similitudes con otro cuadro de Modigliani del mismo año y que también perteneció a Paul Guillaume: Madame Pompadour (hoy en día se encuentra en el Instituto de Arte de Chicago).

## Descripción
Antonia es retratada aquí mirando de frente, con los brazos cruzados y posando delante de un fondo geométrico que, de hecho, es una ventana. En comparación a Joven pelirroja, que presenta la misma geometrización de las formas, este retrato acentúa la simplificación de los rasgos. En el rostro de Antonia, solamente la boca conserva un carácter naturalista. El modelado de las mejillas es estilizado y subraya el dibujo del rostro más que sugiere el volumen. Los ojos sin pupila se reducen a dos pequeños óvalos, mientras que el contorno redondeado de la cara, el cuello, la nariz, la oreja y el cabello son tratados a la manera cubista. La nariz se esboza en ambos lados, mientras que las diferentes representaciones de las orejas y los dos lados de su cabello sugieren tanto una vista frontal como una vista de perfil al mismo tiempo. La posición centrada de la modelo sobre el eje de la ventana y el formato alargado del cuadro refuerzan el hieratismo de la representación frontal. El vestido oscuro, el cortinaje del fondo y la ventana componen una armonía austera de marrón-negro y de azul oscuro. El vestido oscuro y con una joya que adorna el escote en uve evoca la cortina negra del fondo a la izquierda. La ventana no proporciona ninguna luz, pero la pintura es animada por sus líneas, las cuales contrastan con los rasgos curvilíneos de la cara y del cuello, y con la línea perpendicular de los brazos cruzados.